# Henri Pellat
Pour les articles homonymes, voir Pellat.
Joseph Solange Henri Pellat (Grenoble, 27 août 1850 - Paris, 18 décembre 1909) est un physicien français. 

## Biographie
Petit-fils d'Auguste Pellat, doyen de la faculté de droit de Paris, Henri Pellat fait, de 1871 à 1873, des études supérieures scientifiques à l'École normale supérieure et à la faculté des sciences de Paris. Il démissionne de l'école en 1873 à cause de son mariage et devient maitre-répétiteur des internes de mathématique au lycée Henri IV en aout 1873. Il est ensuite lauréat du concours d'agrégation des sciences physiques et est nommé en sept 1874 physicien-adjoint à l'Observatoire de Paris. Il devient ensuite professeur de physique au collège Rollin (oct. 1876) puis professeur au Lycée Louis-le-Grand (divisionnaire  le 28 sept. 1880 puis titulaire le 28 déc 1882) et, ainsi qu'à la Maison de la Légion d'honneur. Docteur ès sciences physiques en 1881 avec une thèse principale intitulée Différence de potentiel des couches électriques qui recouvrent deux métaux au contact et préparée au laboratoire de recherches physiques de la faculté des sciences de Paris, alors dirigé par Jules Jamin, il y succède à Edmond Bouty comme maître de conférences de physique auprès de la chaire de physique-recherche en 1885. Il est en outre chargé des conférences préparatoire au concours d'agrégation des sciences physiques, puis d'un cours complémentaire. Il obtient le titre de professeur adjoint en 1893, puis l'Université de Paris crée une troisième chaire de physique dont il devient le titulaire en 1899. Il obtient ainsi son propre laboratoire. Jean Perrin lui succède alors comme maître de conférences - chargé de cours de chimie-physique. Il lui succède également à son décès comme professeur titulaire, sa chaire étant renommée en chaire de chimie-physique.  
Il fut également directeur du bureau de vérification des alcoomètres au ministère du commerce et de l'industrie
Sa fille épousa  André Lalande professeur à la faculté des lettres de Paris.